# (4198) Panthera
(4198) Panthera (1983 CK1) – planetoida z pasa głównego asteroid okrążająca Słońce w ciągu 5 lat i 194 dni w średniej odległości 3,13 j.a. Została odkryta 11 lutego 1983 roku.